# كولي سهمي
الكولي السهمي (الاسم العلمي: Urocolius) هو جنس من الطيور يتبع الفصيلة الكوليات من رتبة الكوليات.

## أنواع الكولي السهمي
- كولي طويل الذيل
- كولي هندي